# Гиймо, Ив
Ив Мари Реми Гиймо́ (фр. Yves Marie Rémy Guillemot; род. 21 июля 1960 года в Карантуар, Гер, Морбиан, Франция) — французский бизнесмен и соучредитель Ubisoft вместе со своими братьями Клодом, Мишелем, Жераром и Кристианом в марте 1986 года.

## Ранний период жизни
Ив Гиймо вырос в небольшой деревне в Бретани. Родители Гийемо владели фермерским бизнесом, так что он и его братья оказывали им поддержку в бухгалтерском учете, отгрузке и доставке продукции. Поскольку бизнес пришёл в упадок из-за проблем с рентабельностью, Ив и его братья стали искать способы диверсификации семейного бизнеса. Старший брат занялся продажей компакт-дисков. Позднее братья параллельно с привычной продажей фермерам химикатов и запчастей также начали продавать компьютеры, а вскоре и игровое программное обеспечение. В 1984 году, поняв, что их французский поставщик берёт с них вдвое больше, чем британские поставщики, братья начали бизнес по доставке видеоигр по почте, который стал быстро расти. Со временем они стали распространять игры через розничные магазины, которые стремились приобретать игры по более разумной цене.

## Карьера
В 1986 году, получив степень в области бизнеса, Ив и его братья основали компанию Ubisoft для создания игр, видя возможности в растущей отрасли, которой они также были увлечены.
В 2020 году Ив Гиймо подвергся критике в рамках скандала о сексуальных домогательствах в Ubisoft. Хотя он лично не был причастен к неправомерному поведению, он, по свидетельствам, знал о нарушениях менеджеров и годами на них не реагировал — «пока польза от этих менеджеров превышает их уровень токсичности». Ива обвинили в использовании своего положения генерального директора для сокрытия правонарушений. В открытом письме сотрудников Ubisoft он также подвергся критике за мягкую реакцию на скандал: в частности, Ив перевёл обвиняемых менеджеров в другие отделы вместо их увольнения, и отказался работать над улучшением культуры на рабочем месте.